# José Rodrigues Penalva
José Rodrigues Penalva (Covilhã, 8 de fevereiro de 1811 – Lisboa, 6 de agosto de 1881), primeiro e único visconde de Penalva de Alva, foi um grande empresário, capitalista e influente político.

## Biografia
Migrou muito jovem ao Brasil, onde fez grande fortuna, após o que retornou a Portugal, já como grande empreendedor. Era fidalgo-cavaleiro da Casa Real.
Filho de José Rodrigues Penalva e de Maria Joaquina Espinho Penalva. Casou com Eugénia Henriqueta Alves Valdez, 1.ª condessa de Penalva de Alva, com quem teve três filhos: José Rodrigues, 2.º conde de Penalva Alva, Eugénia Maria e Álvaro. Recebeu o título de visconde de Penalva de Alva por decreto de 8 de Fevereiro de 1877, do rei D. Luís I.
Faleceu aos 70 anos de idade na sua residência da Praça do Príncipe Real, freguesia das Mercês, Lisboa. Foi sepultado em jazigo no Cemitério dos Prazeres.